# Pain de l'amitié amish
Le pain de l'amitié, ou pain de l'amitié amish est un pain proche d'un gâteau fabriqué à partir d'un levain panaire souvent offert à la manière d'une chaîne de lettres. Le levain remplace la levure de boulanger et peut être utilisé pour la fabrication de nombreux types de pains à base de levure, partagé avec des amis ou congelé pour une utilisation future. Le pain à la cannelle amish est un pain ordinaire fabriqué à partir de ce levain semblable à un gâteau. Il s'agit d'un pain simplement mélangé qui contient une quantité importante de sucre et d'huile végétale, avec un léger arôme de cannelle. Il présente à la fois les caractéristiques du quatre-quarts et du gâteau au café. La saveur du produit fini peut être modifiée en remplaçant la cannelle. 
Une recette courante utilisant ce levain suggère d'en utiliser 250 ml pour faire le pain, et d'en garder un quart pour commencer un nouveau cycle de pain et de donner les trois autres quart à des amis. Le processus de partage du levain démarre à la façon d'une chaîne de lettres. L'utilisation de 250 ml de levain donne une miche de pain standard.

## Histoire
Il n'y a pas raison de penser que le pain sucré à la cannelle ait un lien avec le peuple amish, bien que son nom lui soit emprunté. Selon Elizabeth Coblentz, membre du Old Order Amish et auteur de l'éditorial local The Amish Cook, le vrai pain de l'amitié amish est « un pain au levain qui est distribué aux malades et aux nécessiteux ».
La recette du pain amish à la cannelle a été publiée sur Internet en 1990, ce qui apparait être la première mention à ce pain sur Internet, mais la recette elle-même date de plusieurs décennies. Bien que l’origine du pain de l’amitié amish fasse l’objet d’un débat, il s’apparente au gâteau Hermann qui s'est développé en Europe. Anne Byrn, qui a effectué des recherches dans des centaines de recettes historiques pour son livre, American Cake, se souvient de l'engouement pour le pain d'amitié apparu dans les chroniques des journaux à la fin des années 1980, mais pense que la recette est peut-être bien plus ancienne.

## Obtention du levain
Le levain peut facilement être fabriqué avec un paquet de levure de boulanger ordinaire et les ingrédients nécessaires à son renouvellement. En outre, il est possible de le créer dans le laboratoire d'un boulanger à l'aide de  levures panaires. Cependant, en règle générale, un ami partage une tasse de la culture de levure liquide avec des personnes désireuses de fabriquer ce pain. Le levain est généralement maintenu en y ajoutant du sucre, de la farine et du lait tous les quelques jours, bien que n'importe quelle source d'eau et de nourriture peut être utilisée pour entretenir la levure. 
Le levain est également appelé pain originel (mother bread) en anglais.

## Contrôler du cycle de la levure
Un cycle classique est basé sur l’ajout de 250 ml de sucre, de farine et de lait tous les cinq jours, avec du pain cuit au four et une portion de levure partagée supplémentaire tous les dix jours. Le cycle de dix jours produit cinq portions de levain, qui doivent être utilisées pour cuire du pain, donné ou utilisées pour commencer un nouveau cycle. Une suggestion courante consiste à cuire une miche de pain, à donner trois portions du levain de départ et à conserver celle qui reste pour le cycle suivant. 
Il n'est pas nécessaire d'attendre dix jours calendaires avant d'utiliser une portion de levain : elle peut être utilisée comme substitut de la levure à tout moment. Cependant, l'utilisation du levain les jours précédents réduira la quantité de levain à la fin du cycle. Pour éviter de manquer de levures, il est possible de nourrir le levain (en ajoutant du lait, du sucre et de la farine) avant d'en prélever une portion, et la plupart des recettes supposent que le produit est toujours enrichi juste avant son prélèvement.
Contrairement à une idée communément admise, le levain peut être congelé pour une utilisation ultérieure et le cycle recommencé après la décongélation. Le cycle peut également être ralenti à environ la moitié du taux de fermentation normal en réfrigérant le levain au lieu de le laisser fermenter à température ambiante. La réfrigération est généralement recommandée en cas de besoin d'un délai de quelques jours supplémentaires dans la préparation.